# Nhà thờ cổ Petäjävesi
Nhà thờ cổ Petäjävesi (tiếng Phần Lan: Petäjäveden vanha kirkko) là một nhà thờ bằng gỗ nằm ở Petäjävesi, Phần Lan. Nó được xây dựng từ năm 1763 đến năm 1765, khi Tasvatia vẫn còn là một phần của Thụy Điển. Tháp chuông của nhà thờ được xây dựng vào năm 1821. Nhà thờ này đã được UNESCO công nhận là Di sản thế giới từ năm 1994.
Nhà thờ nằm cách trung tâm Petäjävesi khoảng 1 kilômét (0,62 mi) về phía tây. Nó được sử dụng cho đến năm 1879 khi một nhà thờ mới được xây dựng. Nhà thờ cổ vẫn giữ được hình dáng ban đầu cùng với các trang trí nội thất được bảo quản tốt. Nó là một địa danh phổ biến cho các đám cưới vào mùa hè.

## Lịch sử
Nhà thờ cổ Petäjävesi được xây dựng bởi người thợ mộc Jaakko Klementinpoika Leppänen từ năm 1763 tới 1765 như là một nhà nguyện cho khu vực Petäjävesi. Cấu trúc căn bản của nhà thờ dựa theo hình thập tự Hy Lạp có 4 cánh đều nhau, bên trên có nóc vòm hình 8 cạnh. Toàn bộ nhà thờ được làm bằng gỗ thông tự nhiên, chỉ có chút ít màu son ở phía bên trong các vòm nóc, theo truyền thống thời trung cổ. Các vòm nóc đều có đục chữ cái đầu tên của các thợ mộc đã tham gia việc kiến tạo nhà thờ này.
Năm 1821, người cháu nội của Jaakko Klementinpoika Leppänen là Erkki Jaakonpoika Leppänen, đã hoàn thiện nhà thờ này bằng cách dựng thêm 1 ngọn tháp nhô cao bên trên hành lang lối vào nhà thờ và 1 phòng chứa đồ phụng tự nối vào cạnh phía đông. Các cửa sổ cũng được nới rộng. Nhà thờ và cây tháp được lợp bằng các tấm lợp hình tam giác, cũng bằng gỗ thông. 
Bên trong có 1 giảng đài tựa trên 1 tượng thánh Christopher. Giảng đài này khắc hình 4 tông đồ và nhiều hình thiên thần. Phía bên kia của gian cung thánh có 1 bục dành cho ca đoàn. Tuy nhiên nhà thờ này chưa bao giờ có đàn organ. Sau bàn thờ, có 1 bức tranh của họa sĩ Carl Frederik Blom vẽ « Sainte confirmation », cũng như 2 hình của Moïse và Martin Luther.

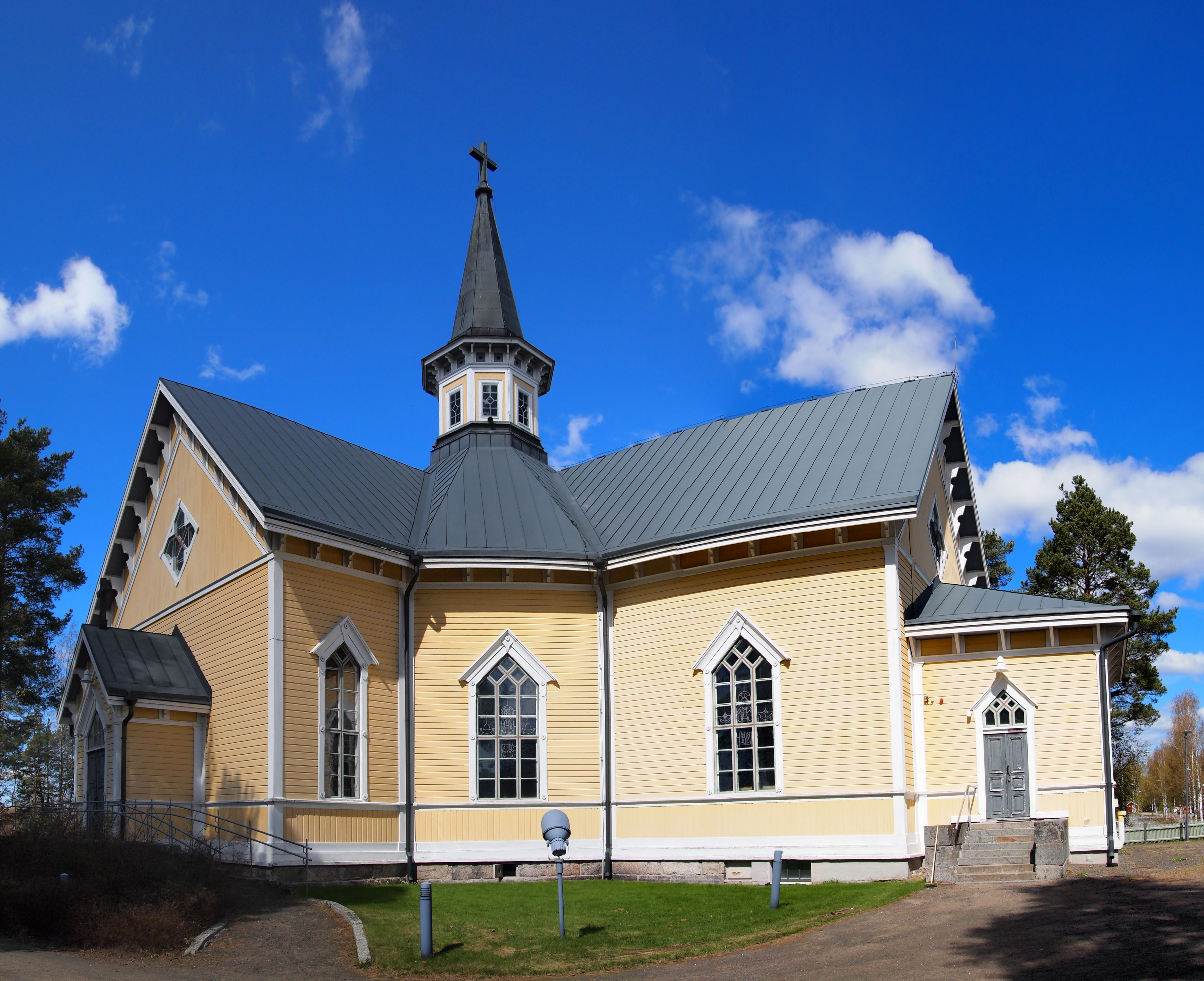
Nhà thờ Petäjävesi mới bằng gỗ

Cũng giống như nhiều nhà thờ cổ vùng Scandinavia, nhà thờ Petäjävesi được dựng gần 1 hồ, cho phép người ta tới dễ dàng bằng đường thủy trong mùa đông.
Một nhà thờ mới bằng gỗ được dựng năm 1879. Tuy nhiên, tháp chuông của nhà thờ cũ vẫn được sử dụng tới thập niên 1920. Dưới sự thúc đầy của Văn phòng cổ vật quốc gia và Quỹ trung ương của giáo hội Tin Lành Phần Lan, nhiều cuộc trùng tu đã được thực hiện trong các thập niên 1980 và 1990, chủ yếu là trùng tu mái và bộ khung sườn nhà. Bức vách phía nam được tu bổ năm 1987, và các phần bị mục của cây tháp năm 1989 và 1992.
Nhà thờ cổ Petäjävesi vẫn được sử dụng trong các dịp lễ lớn như rửa tội, kết hôn vv... cũng như các buổi hòa nhạc.

## Hình ảnh

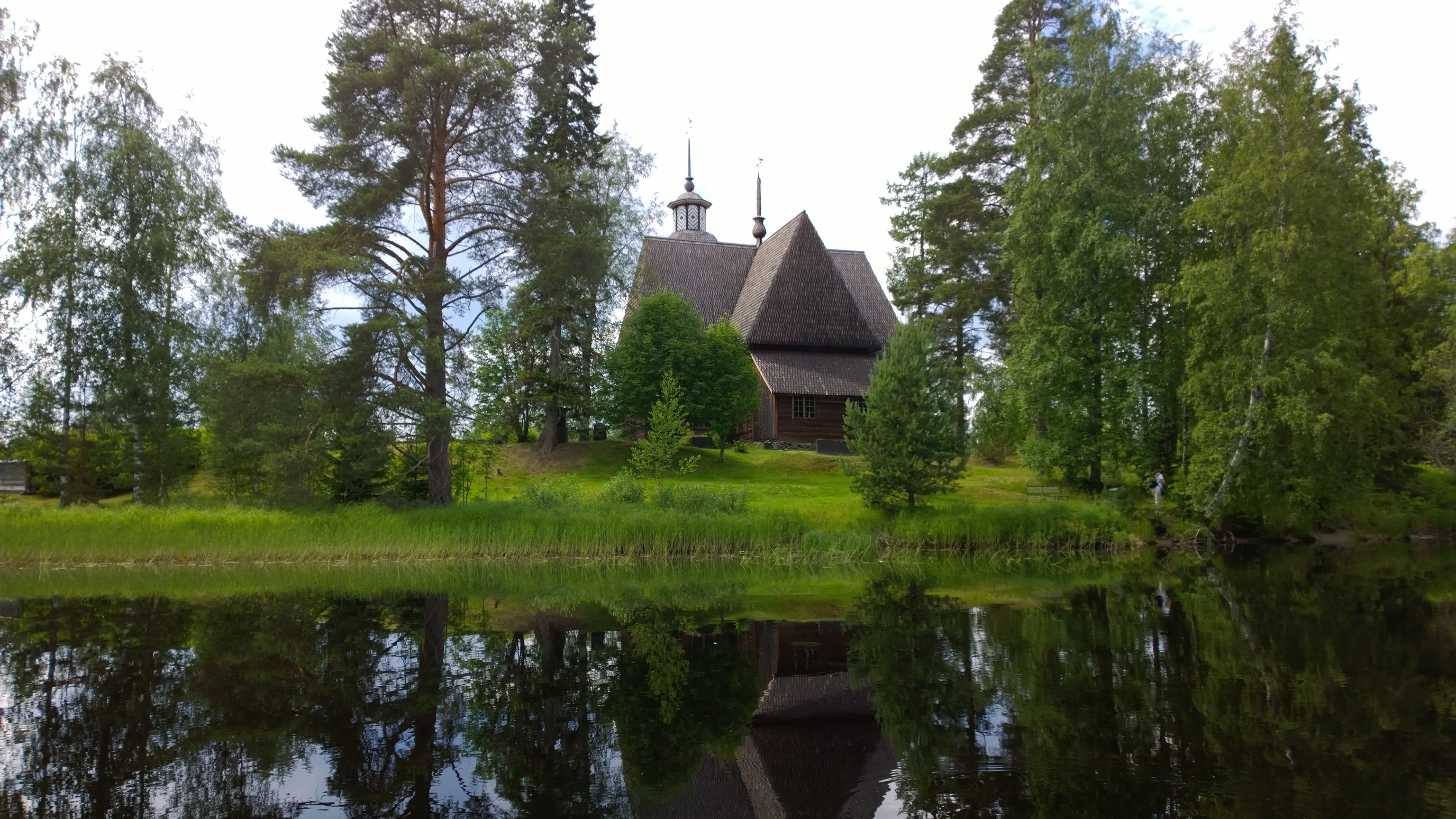
Quang cảnh chung quanh
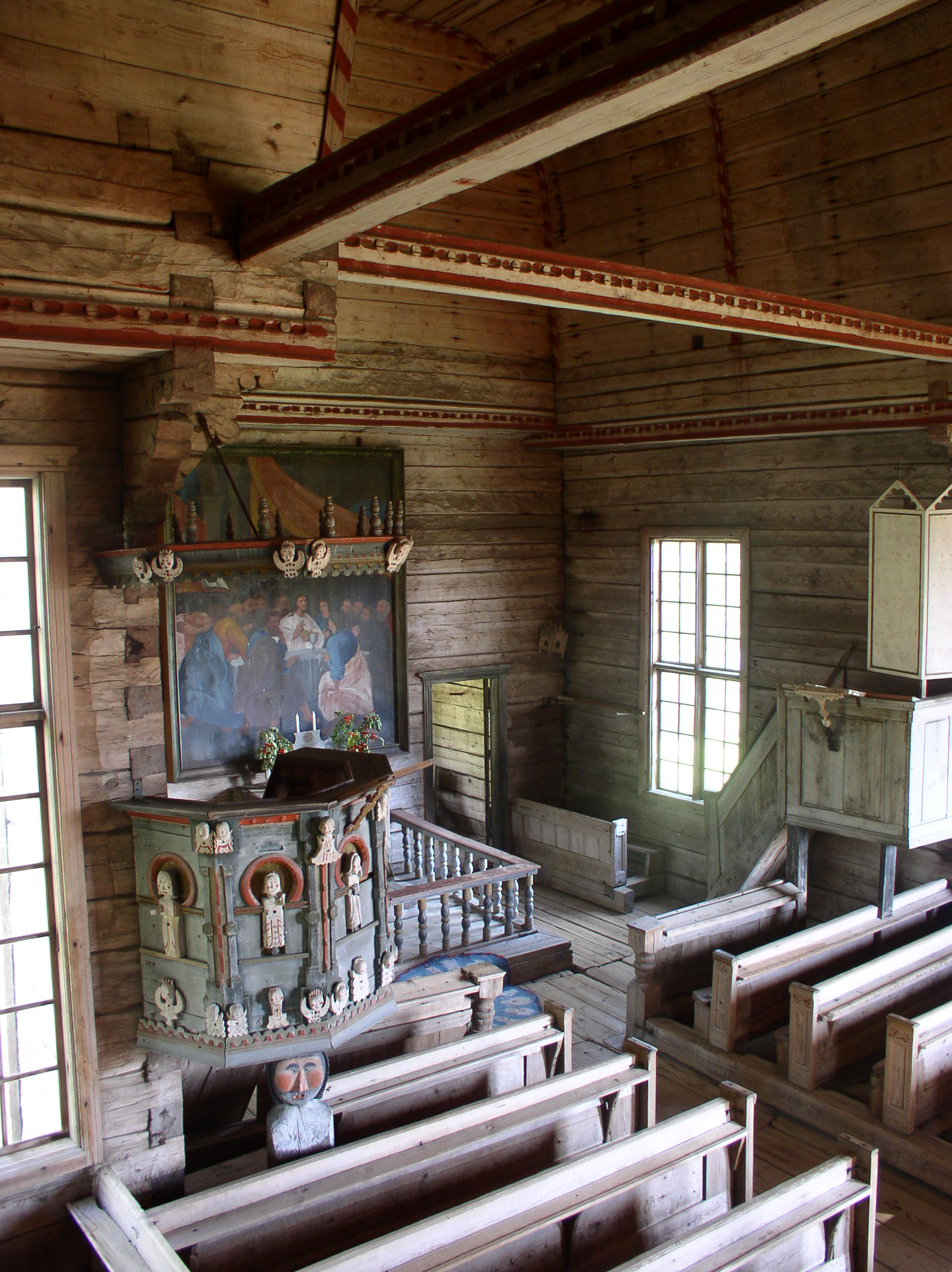
Giảng đài và tượng thánh Christopher
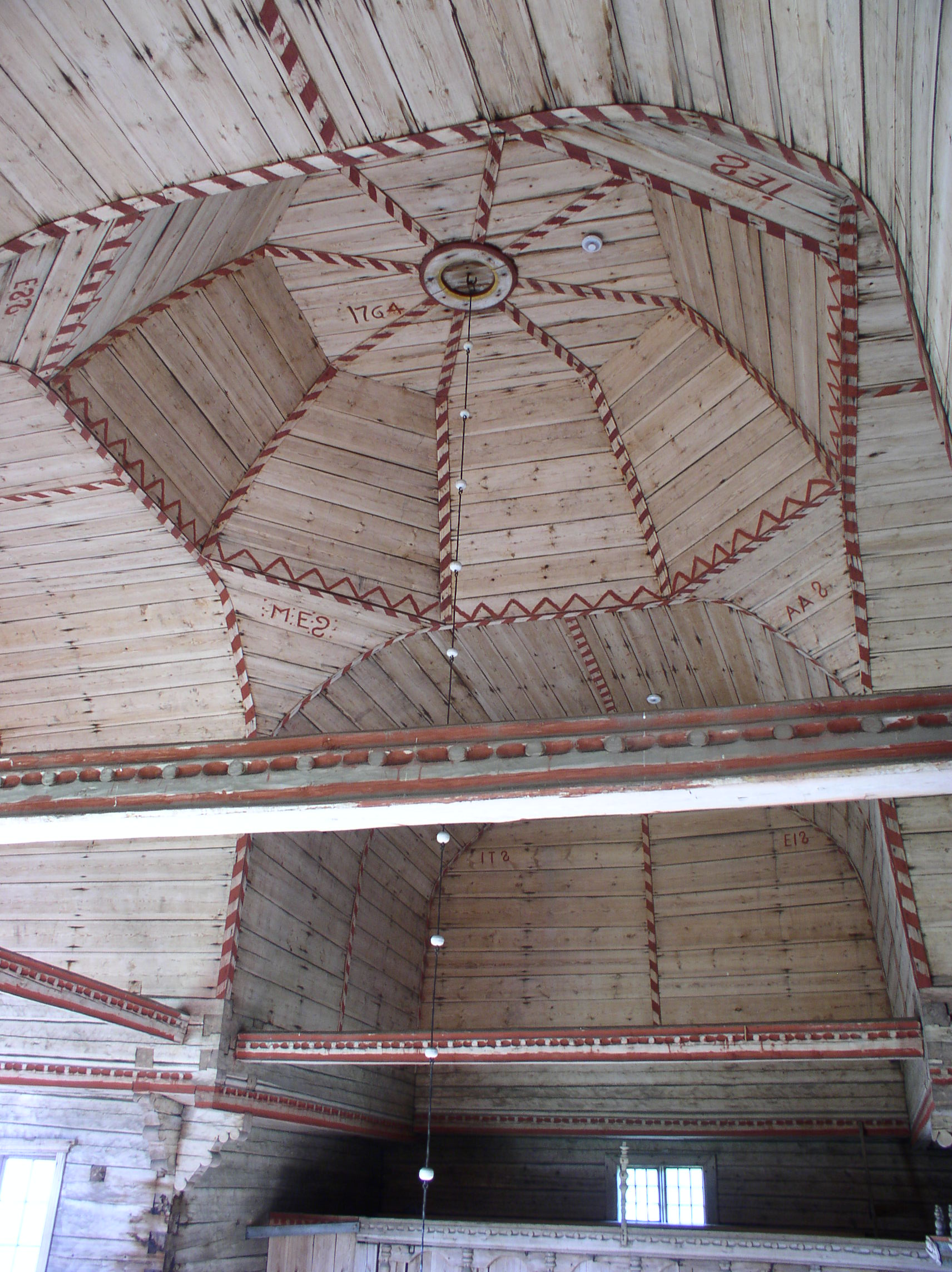
Trần nhà thờ bằng gỗ thông
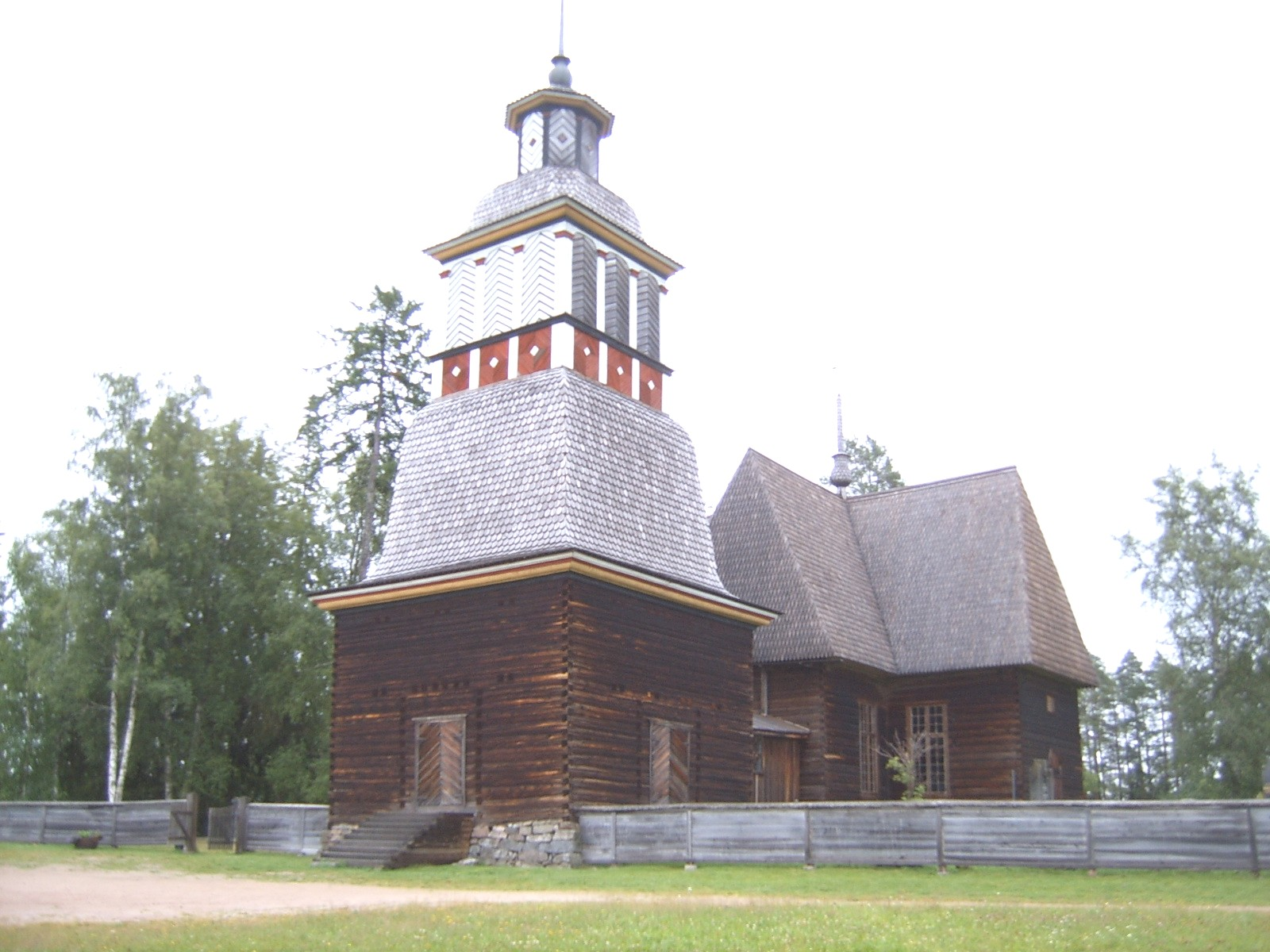
Dáng bên ngoài
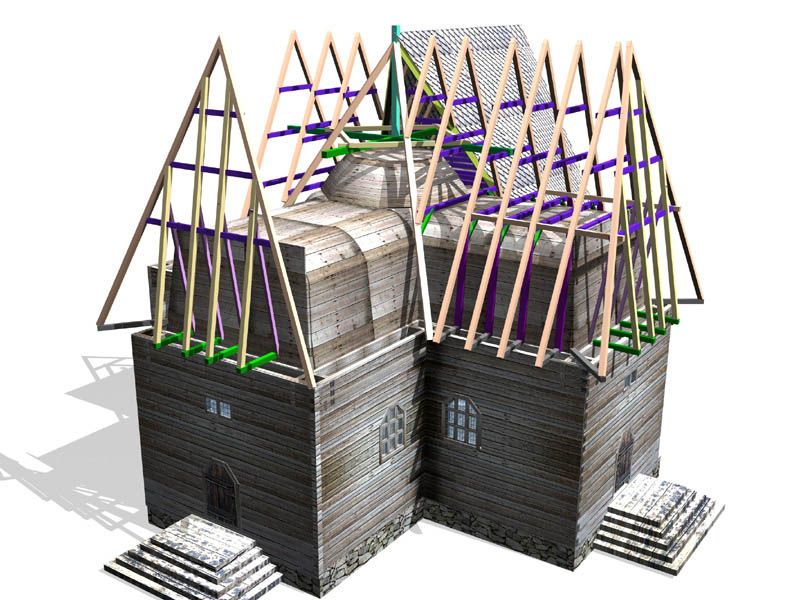
Cấu trúc mái nhà của Nhà thờ cũ
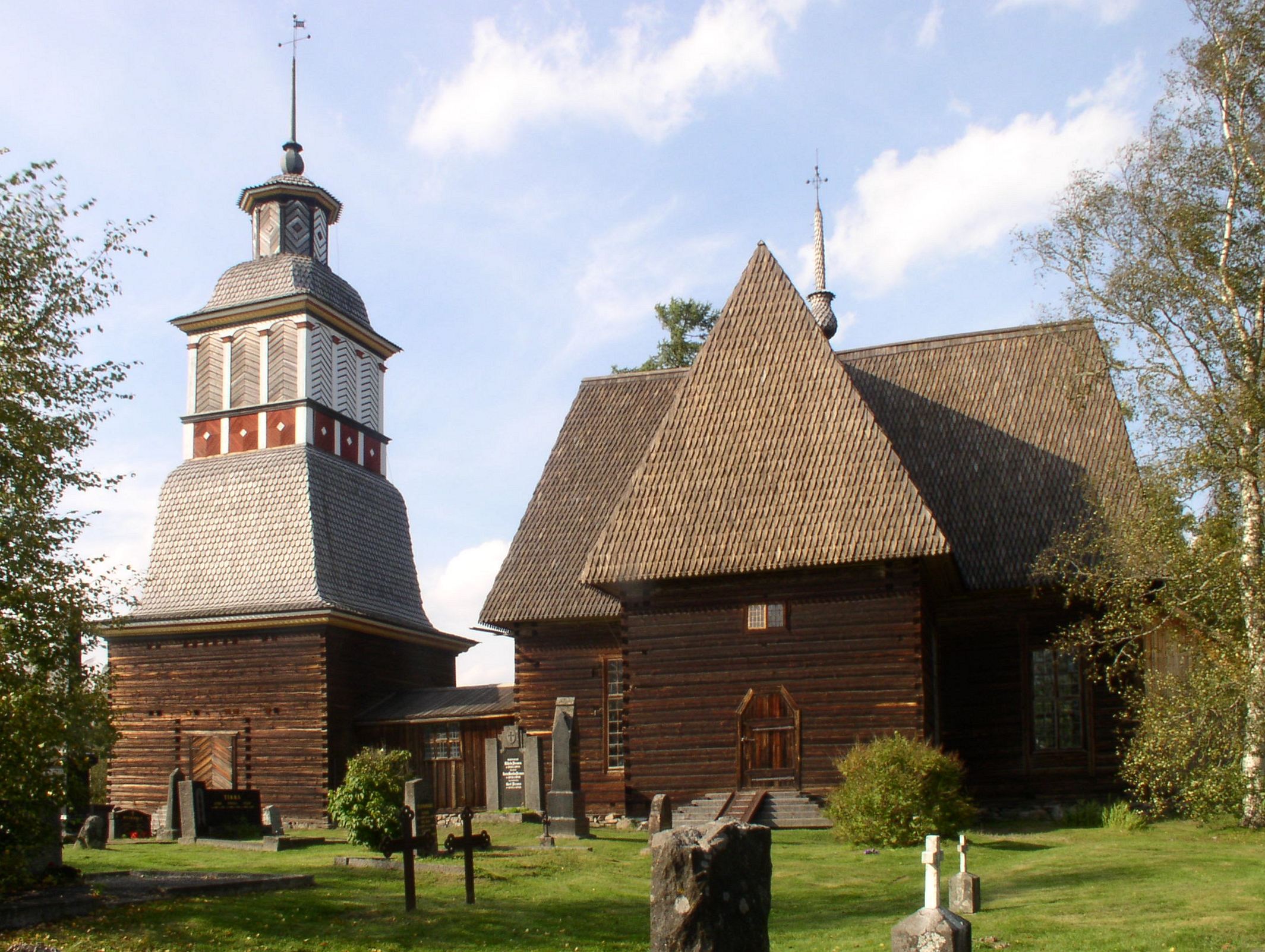